# VMU-1
1er Escadron de drones (USMC)
Le Unmanned Aerial Vehicle Squadron 1 (VMU-1) est un escadron de drones du Corps des Marines des États-Unis qui exploite actuellement le MQ-9A Reaper. Connu sous le nom de "Watchdogs", il est basé à la Marine Corps Air Station Yuma, en Arizona, et assure la reconnaissance, la surveillance et l'acquisition d'objectifs pour le I Marine Expeditionary Force. Il relève du commandement du Marine Aircraft Group 13 (MAG-13) et de la 3rd Marine Aircraft Wing (3rd MAW).

## Historique
Le 21 janvier 1987, la 1st Remotely Piloted Vehicle Company (RPV) a été activée au Marine Corps Air Ground Combat Center Twentynine Palms (en) (MCAGCC), en Californie, dans le cadre de la 7th Marine Amphibious Brigade. Le 24 juin 1987, la 3ème compagnie RPV y a été activée dans le cadre de la 7e brigade amphibie marine. Le 15 décembre 1989, les 1ère et 3e compagnies RPV ont été réaffectées au 1er Surveillance, Reconnaissance, Intelligence Group (en).
Le VMU-1 a été actif dans : 
- 1990 - Opération Bouclier du désert (Guerre du Golfe)
- 1991 - Opération Tempête du désert (Guerre du Golfe)
- 1996 - Opération Joint Endeavor (Bosnie-Herzégovine)
- 2003 - Opération Southern Focus 'Guerre d'Irak)
- 2003 - Opération Iraqi Freedom
- 2004 - Opération Phantom Fury
- 2005 - Opération Steel Curtain

En octobre 2007, le VMU-1 est devenu le premier escadron du Corps des Marines à commencer à piloter le RQ-7 Shadow en Irak. Au cours de l'été 2016, l'escadron a entamé la transition vers le Boeing Insitu RQ-21 Blackjack (en). En 2019, l'escadron effectue sa transition sur le MQ-9A Reaper et devient opérationnel sur celui-ci en 2021.

## Galerie

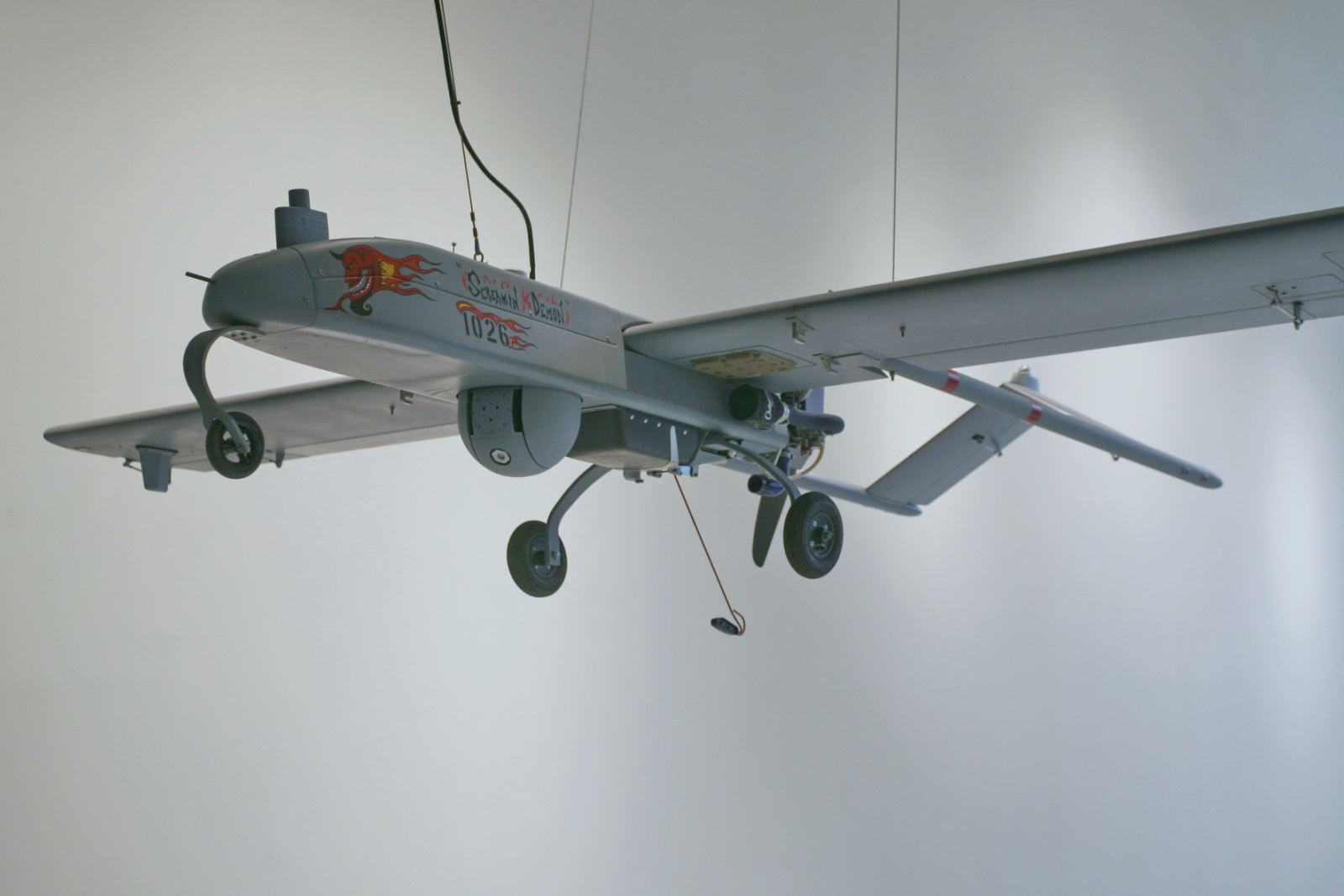
RQ-7AShadow
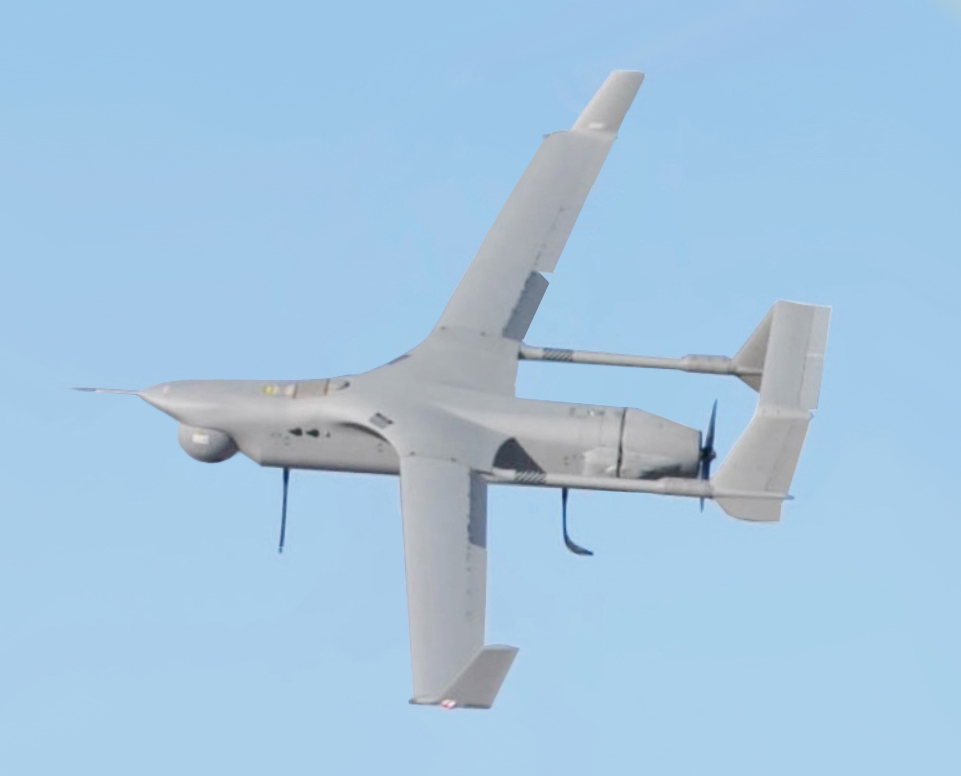
RQ-21 Blackjack
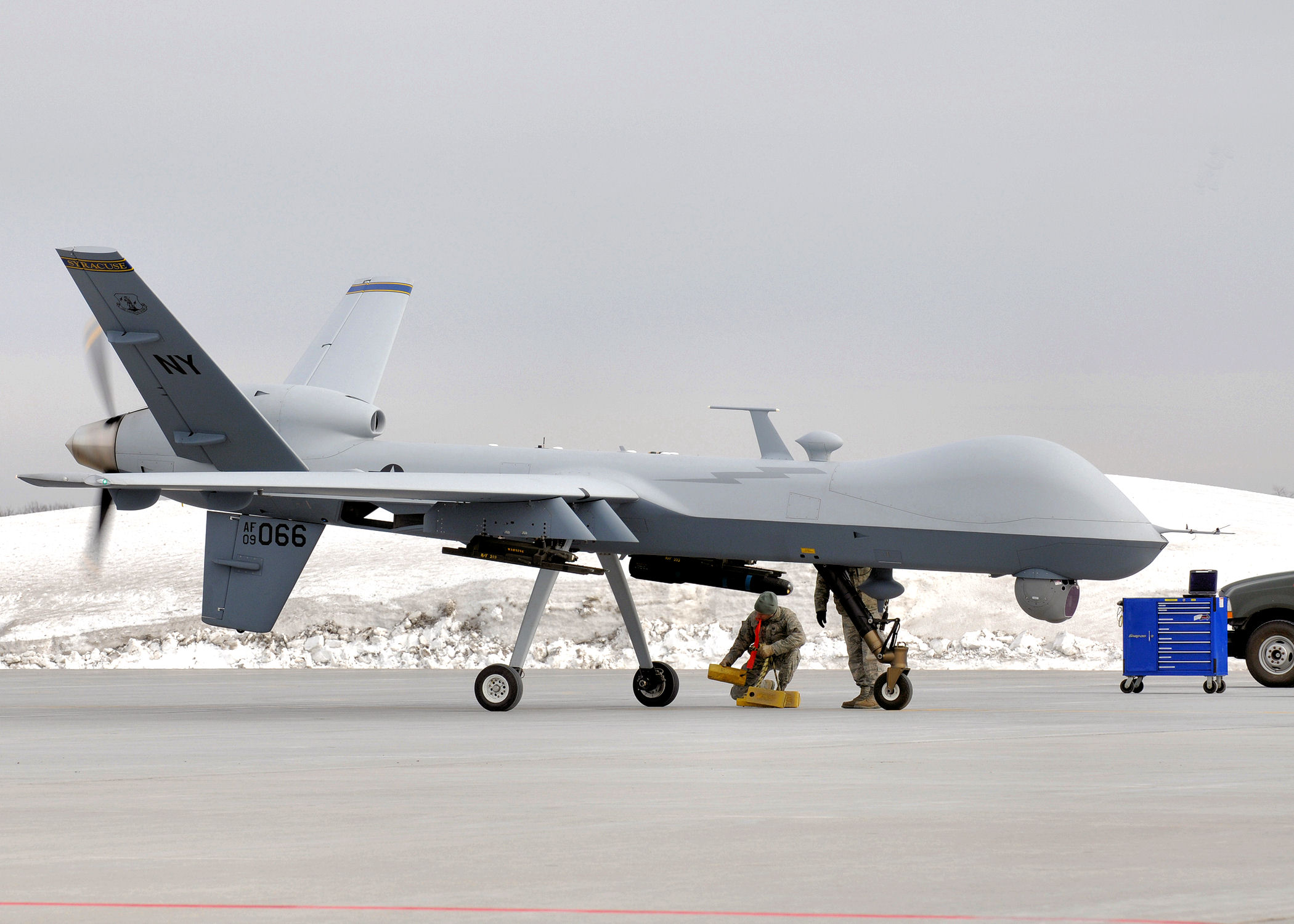
MQ-9B Reaper